# Amelie Nörgaard
Amelie Elisabeth Nörgaard, född 17 februari 1982 i Helsingborg, är en svensk skådespelare, programledare, producent, regissör och manusförfattare.

## Biografi
Amelie Nörgaard växte upp i Mölle, gick estetisk linje teater-dans på Olympiaskolan i Helsingborg och läste teatervetenskap vid Lunds universitet innan hon gick tvåårig teaterlinje vid Fridhems folkhögskola i Svalöv 2005 till 2007. Vid Institutet för högre TV-utbildning utbildade hon sig inom områdena regi och inslagsproducent 2007 till 2009.

### Teater
I Höganäs var Nörgaard med och drev amatörteaterföreningen Helium. Hon var barnteaterledare och medverkade i nyårsrevyn på Tivolihuset. Första rollen var på Sommarteater på Krapperup, där hon fick sin skådespelarträning och sedan några år ingår i planeringsrådet och den återkommande ensemblen. Hon fortsatte som manusförfattare och regissör, bland annat till föreställningarna Punggrepp och Död åt Tengil – Kötta han med klacken.
Sommaren 2014 spelade hon Juliet i en specialversion av William Shakespeares Romeo och Julia i utomhusmiljöer i Höganäs. Hösten 2014 spelade hon i den dokumentärbaserade pjäsen Vilja väl på Malmö Stadsteater.

### Television
Sommaren 2007 tog hon steget till tv, där hon har medverkat i en mängd produktioner, framför allt för barn. Hon medverkade 2007 i SVT:s Sommarlovsprogram Hej hej sommar tillsammans med Nic Schröder. Före inspelningarna föreslog hon för Schröder att hon skulle gestalta den påhittade personen Clary Hazy Filét med stort blått hår och engelsk brytning. SVT godkände inte förslaget och i stället fick hon rollen som Annika i kiosken. När SVT behövde en jul- och nyårsvikarie till barn- och ungdomsprogrammet Bobster 2008 fick hon chansen efter att ha provspelat, och fortsatte sedan som fast programledare för Bobster. Mellan åren 2010 och 2012 medverkade hon i humorprogrammet Gabba Gabba i Barnkanalen och på webben. Mellan åren 2013 och 2014 arbetade hon med Amigo grande, Labyrint och Piraterna, samt var skådespelerska i Utbildningsradions barn-TV-serie Räliga djur.
Hon tillhörde den första fasta ensemblen i humorprogrammet Partaj på Kanal 5 från starten år 2011.

### Film
Nörgaard har även haft roller i filmerna Du & jag (2006), kortfilmen Private calls (2008) och Utan titel (I love Johan) (2002). Hon har regisserat och skrivit manus till kortfilmerna Att dö lite grand (2007) och En doft av lavendel (2008).

## Teater

### Roller (ej komplett)
| År   | Produktion  | Upphovsmän                                       | Regi                         | Teater            |
| ---- | ----------- | ------------------------------------------------ | ---------------------------- | ----------------- |
| 2018 | Medverkande | Cringe Marmelad Amelie Nörgaard och Anna Granath | Amelie Nörgaard Anna Granath | Malmö Stadsteater |